# 正阳街道 (榆树市)
正阳街道，是中华人民共和国吉林省长春市榆树市下辖的一个乡镇级行政单位。

## 行政区划
正阳街道下辖以下地区：
城东社区、铁北社区、站前社区、榆树村、靳家村和兴隆村。